# Kaihime
Kaihime o Lady Kai (甲斐姫?, "hime", ossia lady, principessa o donna di nobile famiglia; Saitama, 1572 – 1614) è stata una nobildonna giapponese, figlia di Narita Ujinaga, servitore del clan Hōjō nella regione del Kantō. È ricordata come la donna leggendaria che aiutò la resistenza del padre contro l'esercito di Toyotomi Hideyoshi durante l'assedio di Odawara, l'assedio di Oshi e probabilmente nell'assedio di Osaka. Era conosciuta per il suo coraggio e la sua bellezza.

## Biografia
Lady Kai nacque probabilmente attorno al 1572 nei pressi di Saitama.
Nel giugno 1590 Ishida Mitsunari guidò 20.000 uomini alla conquista del castello di Oshi. A causa della mancanza di prudenza e pianificazione la sua armata non riuscì a sottomettere il castello, nemmeno tramite il suo allagamento. Si racconta che Kai abbia caricato i soldati Toyotomi indossando la sua armatura e cavalcando assieme a 200 soldati. Quando Ishida fu rafforzato dall'arrivo di Sanada Masayuki, Sanada Nobushige e Asano Nagamasa, Kai si dice abbia ucciso il servitore Sanada Miyage Takashige. Quando il castello di Odawara si arrese, il padre ordinò al castello di Oshi di fare lo stesso con la speranza di porre fine guerra.
Lei ed il padre vennere messi sotto la custodia di Gamō Ujisato per un certo periodo di tempo. Un giorno, quando il padre era assente, una ribellione interna fu causata da Hamada Shugen e da suo fratello più giovane (qualche fonte suggerisce che questa rivolta sia iniziata dal fratello di Ujinaga). Durante questi eventi la suocera di Kai fu uccisa. Non appena venne a conoscenza del fatto, Kai brandì una spada e cercò di porre fine alla ribellione. Uccise l'istigatore e due seguaci, evitando un bagno di sangue. Toyotomi Hideyoshi venne a conoscenza del suo coraggio e delle sue gesta e la volle al suo servizio. Successivamente suo padre divenne uno dei più fidati generali di Hideyoshi. Fu ricompensato con il castello di Karasuyama e 20.000 koku.
Molto tempo più tardi, durante la caduta di Osaka, si racconta sia scappata con una concubina di Toyotomi Hideyori e con la figlia stessa di Hideyori, Nāhime. Le tre divennero monache al tempio di Tōkei-ji.